# 40206 Лениці
40206 Лениці (40206 Lhenice) — астероїд головного поясу, відкритий 26 вересня 1998 року.
Тіссеранів параметр щодо Юпітера — 3,160.